# 奧斯特里夫 (拉季維利夫區)
50°20′0″N 25°13′4″E / 50.33333°N 25.21778°E
奧斯特里夫（烏克蘭語：Острів），是烏克蘭西北部的村莊，隸屬里夫內州的杜布諾區。該村始建於1545年，面積1.22平方公里，海拔高度194米，2001年人口518，人口密度每平方公里424.6人。